# جيمس ماس
جيمس ماس (بالإنجليزية: James Maas) هو عالم نفس أمريكي، ولد في 1938.